# ليندا ريتشاردز (عالمة أعصاب)
ليندا ريتشاردز هي باحثة أسترالية في معهد كوينزلاند للدماغ بجامعة كوينزلاند.

## النشأة والتعليم
بدأت ريتشاردز دراساتها الجامعية في جامعة موناش وجامعة ملبورن، حيث حصلت على بكالوريوس العلوم في عام 1990. و حصلت على درجة الدكتوراة عن بحثها الذي يدور حول تحديد النسب العصبي في الحبل الشوكي قيد النمو، في عام 1995 من مختبر بيري بارتليت، في معهد والتر وإليزا هول للأبحاث الطبية في ملبورن. 

## العمل
بدأت ريتشاردز تدريب بعد الدكتوراه في معهد سالك للدراسات البيولوجية في مختبر البروفيسور دينيس أوليري. في عام 1997 أنشأت مختبرها الخاص في كلية الطب بجامعة ميريلاند. في عام 2005، عادت إلى أستراليا لتولي منصبًا في جامعة كوينزلاند، حيث تم تعيينها أستاذًة مساعدة في معهد كوينزلاند للدماغ وكلية العلوم الطبية الحيوية. تمت ترقيتها لاحقًا إلى درجة أستاذ عام 2010. 
ريتشاردز هي رئيسة مختبر تطور قشرة الدماغ وارشاد المحاور العصبية في معهد كوينزلاند للدماغ. يقوم المختبر ببحث الآليات الخلوية والجزيئية التي تنظم تكوين وتطور الجسم الثفني. تركز الأبحاث في مختبرها على دراسة تطور خط الوسط القشري في النماذج الحيوانية والأنسجة البشرية. على وجه الخصوص، تشارك في البحث عن ظاهرة يكون فيها الجسم الثفني غائبًا (غير متكون) أو مشوه (خلل في التكوين) في الدماغ النامي. تؤثر هذه الحالة على شخص واحد من بين كل 4000 شخص، وتترافق مع 50 اضطرابًا خلقيًا بشريًا مختلفًا.
تعمل ريتشاردز أيضًا كمستشارعلمي لاضطرابات الجسم الثفني الأسترالية.

## الجوائز والتكريم
- جائزة نينا كونديلوس لعام 2010 عن «المساهمة المتميزة في أبحاث علم الأعصاب الأساسية أو السريرية» التي تمنحها جمعية علم الأعصاب الأسترالية.[9]
- 2013 جائزة الإنصاف والتنوع الممنوحة من جامعة كوينزلاند.[10]
- 2015 انتخبت زميلة في الأكاديمية الأسترالية للعلوم [11]
- 2016 انتخبت زميلة للأكاديمية الأسترالية للصحة والعلوم الطبية.[12]
- 2019 تكريم عيد ميلاد الملكة - وسام أستراليا عن «الخدمة المتميزة للبحث الطبي والتعليم في مجال علم الأحياء العصبية التنموي، والمشاركة المجتمعية في العلوم».

## تحدي النحلة للدماغ
في عام 2006، أسست ريتشاردز مسابقة تحدي النحلة للدماغ الأسترالية النيوزيلندية. هذه مسابقة لطلاب المرحلة الثانوية المهتمين بعلم الأعصاب. الهدف هو تثقيف الطلاب والمعلمين حول علم الأعصاب وتشجيع الطلاب من المناطق الريفية في أستراليا ونيوزيلندا على المشاركة في علم الأعصاب.